# 劉宇 (萬曆進士)
劉宇（？—？），字伯大，號大和，陝西漢中府金州（今安康市）人，民籍，明朝政治人物。

## 生平
嘉靖七年（1579年）己卯科陝西鄉試第一名（解元），萬曆十一年（1583年）癸未科會試第二百八十三名，登三甲第二百四十名進士。户部觀政，十二年授河南鹿邑知县，十三年調繁安阳县，丁憂歸。十七年調簡，二十年補襄陽縣，二十三年調上元县，補邢台县，三十年升南兵部主事，三十二年升员外郎，本年升郎中。三十五年降三级，本年降補山西按察司知事。

## 家族
曾祖劉紳；祖父劉萬金；父劉文爵，曾任壽官。母楊氏。具慶下。兄乾、坤。弟介。